# 254 v. Chr.
Portal Geschichte | Portal Biografien | Aktuelle Ereignisse | Jahreskalender | Tagesartikel

◄ |
4. Jahrhundert v. Chr. |
3. Jahrhundert v. Chr. |
2. Jahrhundert v. Chr. |
►

◄ | 270er v. Chr. | 260er v. Chr. | 250er v. Chr. | 240er v. Chr. |
230er v. Chr. |
►

◄◄ | ◄ | 257 v. Chr. | 256 v. Chr. | 255 v. Chr. | 254 v. Chr. |
253 v. Chr. |
252 v. Chr. |
251 v. Chr. |
► |
►►
Staatsoberhäupter

## Ereignisse

### Politik und Weltgeschehen

#### Westliches Mittelmeer
- Palermo wird von den Römern unter den Konsuln Gnaeus Cornelius Scipio Asina und Aulus Atilius Caiatinus erobert.
- Die Römer belagern den karthagischen Stützpunkt Drepanum. Mehrere sizilische Städte laufen zu den Römern über.
- Tiberius Coruncanius wird als erster Plebejer römischer Pontifex Maximus.

#### Östliches Mittelmeer und Vorderasien
- Leonidas II. wird König von Sparta als Nachfolger des Areus II.
- In Bithynien übernimmt Ziaelas, ein Sohn des Nikomedes I., die Herrschaft.

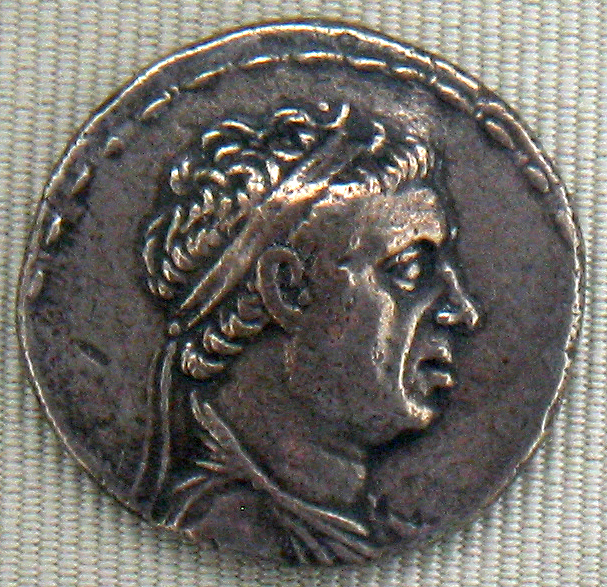
Silbermünze des Ariarathes III. (Cabinet des Médailles, Paris)

- 255/254 v. Chr.: Ariarathes III. wird Mitherrscher seines Vaters Ariamnes in Kappadokien.

#### Kaiserreich China
- Zur Zeit der Streitenden Reiche erobert und zerstört der chinesische Staat Wei den Staat Wey.

### Religion und Kultur
- Atilius weiht in Rom der Fides einen Tempel.

## Geboren
- Kleomenes III., König von Sparta († 219 v. Chr.)
- um 254 v. Chr.: Plautus, römischer Komödiendichter († um 184 v. Chr.)
- um 254 v. Chr.: Quintus Fabius Pictor, römischer Geschichtsschreiber († um 201 v. Chr.)

## Gestorben
- Areus II., König von Sparta (* 262 v. Chr.)